# Ahousaht
Ahousaht. – /="facing opposite from the ocean" ili  "people living with their backs to the land and mountains," indijansko pleme iz grupe Nootka, porodice Wakashan, nastanjeno oko Clayoquot Sounda i otoku Flores, Britanska Kolumbija, Kanada. Glavno središte im je selo Mahktosis, danas pripada rezervatu Marktosis I.R. No. 15 (591.80 hektara), na otoku Flores pred zapadnom obalom središnjeg dijela Vancouvera.
Izvorna lokacija plemena bila je na zapadnoj obali otoka Vargas. Godine 1951. pomiješali su se s plemenom Kelsemaht koje je nastavalo selo Yahksis. Danas žive od komercijalnog ribolova.
Populacija: 273 (1902); U novom tisućljeću ima ih oko 1.300, od čega polovica na rezervatu a ostali van njega; 2.000 (2012).
Njihovo staro selo Siktokkis uništio je Admiral Denham u listopadu 1864. Vidi i Seektukis Indian Reserve 24.

## Popis rezervata
| - Ahous Indian Reserve 16 - Bartlett Island Indian Reserve 32 - Chetarpe Indian Reserve 17 - Cloolthpich Indian Reserve 12 - Hisnit Fishery Indian Reserve 34 - Kishnacous Indian Reserve 29 - Kutcous Point Indian Reserve 33 - Marktosis Indian Reserve 15 - Moyehai Indian Reserve 23 - Oinimitis Indian Reserve 14 - Openit Indian Reserve 27 - Peneetle Indian Reserve 22 | - Quortsowe Indian Reserve 13 - Seektukis Indian Reserve 24 - Sutaquis Indian Reserve 18 - Swan Indian Reserve 35 - Tequa Indian Reserve 21 - Tootoowiltena Indian Reserve 28 - Vargas Island Indian Reserve 31 - Wahous Indian Reserve 19 - Wahous Indian Reserve 20 - Wappook Indian Reserve 26 - Watta Indian Reserve 25 - Yarksis Indian Reserve 11 |

## Vanjske poveznice
- Ahousaht  Arhivirana inačica izvorne stranice od 3. travnja 2011. (Wayback Machine)
- Ahousaht Offer  Arhivirana inačica izvorne stranice od 17. srpnja 2007. (Wayback Machine)